# Дирбал
Дирбал (Dyirbal, варианты передачи названия латиницей: Djirubal, Jirrbal, кириллицей: дьирбал) — один из вымирающих австралийских языков, на котором говорят аборигены на севере штата Квинсленд (Австралия). Благодаря ряду интересных черт грамматики язык дирбал широко известен среди лингвистов.

## Общие данные
Относится к семье пама-ньюнга, к дирбальской (Dyirbalic) группе; в эту группу входит ещё 7 языков, по-видимому, вымерших. Ареал (1972): северо-восток штата Квинсленд, в районе городов Кэрнс, Иннисфейл и Тулли. Выделяются три диалекта; собственно дирбал, гирамай и маму (70 % общей лексики и «почти идентичная» грамматика)

## Социолингвистические данные

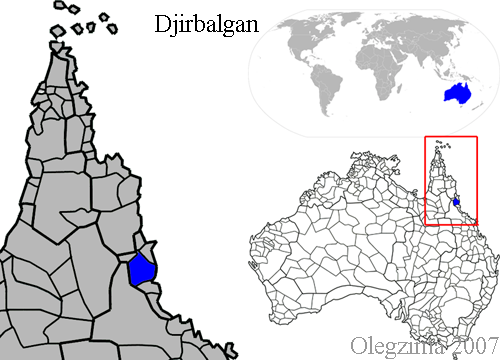
Распространение языка дирбал

До контакта с европейцами (колонизация с 1864) предположительно на дирбале говорили около 3 000 человек. Затем наступил геноцид (конец XIX — начало XX века); за 20 лет истреблено 80 % аборигенов в регионе. На 1970 насчитывалось не более 50 носителей (Диксон), все они владели и английским языком. Шмидт (1985) исследовала «Young people’s Dyirbal», смесь «плохого дирбала с плохим английским» — промежуточный этап «языковой смерти». В настоящее время язык можно считать находящимся в одной из последних стадий вымирания (по некоторым данным, осталось лишь 5 носителей). Предпринимаются попытки восстановить его; готовится перевод Библии.

## Фонология
Трехфонемный вокализм: i, u, a. Два ряда смычных: носовые vs. неносовые (m, n, ny, ng -b, d, dy, g), а также w, y, l, r, ry. В английских заимствованиях щелевые меняются на dy (missis-midyidyi). Оппозиция глухие/звонкие отсутствует (publican-babuligan). Слово не может начинаться на гласный или кончаться на смычный неносовой.
|               | Периферальные | Периферальные | Ламинальные  | Апикальные    | Апикальные |
| Билабиальные  | Заднеязычные  | Палатальные   | Альвеолярные | Ретрофлексные |            |
| ------------- | ------------- | ------------- | ------------ | ------------- | ---------- |
| Взрывные      | p             | k             | c            | t             |            |
| Носовые       | m             | ŋ             | ɲ            | n             |            |
| Дрожащие      |               |               |              | r             |            |
| Аппроксиманты | w             | w             | j            | l             | ɻ          |

## Морфология
Язык относится к агглютинативному типу:
- balga-m! не бей!
- balga-ri-m! не бей себя!
- balga-gani-m! не бей все время!
- balga-yara-m! не бей так сильно!
- balga-yara-gani-ri-m! — не бей себя всё время так сильно!

Есть элементы флективности: окончания небудущего времени -nyu и -l несут информацию о переходности глагола. Имеются чередования на стыках морфем.
Синтаксические отношения маркируются на зависимом слове. Имеются падежи. Зависимая предикация несет падежное окончание на глаголе:
bayi wangal bangul yarya-ngu nyina-nyu

КЛ1-НОМ бумеранг-НОМ КЛ1-ГЕН1 мужчина-ГЕН1 лежать-НЕБУД

buni-ngga nyadu-ngu-ra dyugumbi-ryu

костёр-ЛОК разжигать-РЕЛ-ЛОК женщина-ЭРГ

‘Бумеранг мужчины лежит у костра, который развела женщина’
Два генитива (посессива): «простой» (предмет принадлежит Х-у и находится у Х-а) и «общий» (предмет раньше принадлежал Х-у, или он принадлежит ему и теперь, но Х им не располагает). Неотчуждаемое обладание выражается простым примыканием: balan dyugumbil mambu ‘спина женщины’.
Категория числа у глагола отсутствует (у имени множественное число выражается редупликацией, некоторые слова имеют особые формы множественного числа, у местоимений 1 и 2 лица имеется двойственное число). Категория времени: оппозиция будущее vs. небудущее (типологически редкий случай). Возможно, это противопоставление связано не со временем (которого в таком случае в дирбале нет вообще), а с наклонением (таким образом, будущие события, о которых можно говорить лишь предположительно, противопоставлены реальным — настоящему и прошедшему).
Имеются 4 именных класса, обозначаемые служебными словами — noun markers:
- I — «мужской род» (bayi)
- II — «женщины, огонь и опасные предметы» (по Лакоффу) (balan)
- III — деревья и плоды (balam)
- IV — всё прочее: камни, грязь, язык… (bala)

К ним могут присоединяться локативные показатели: оппозиции «река/не река», «верх/низ», «короткое/среднее/дальнее расстояние»:
bayi-dayi ‘тот, далеко вниз по склону горы’, balan-dawala ‘та, на среднем расстоянии вверх по реке’

## Синтаксис
Кодировка семантических ролей: эргативная (для полных именных групп и классовых показателей, выступающих в роли местоимений 3-го лица), аккузативная (для местоимений 1-2 лица).
Характерно явление так называемой расщеплённой эргативности (впервые описанное на материала дирбала).
Порядок слов, по Диксону, «исключительно свободен», но немаркированным, судя по примерам, является OSV (эргативная стратегия) и SOV (аккузативная); это может быть обобщено как NP-Nom (NP-Erg) V. Распространен эллипсис, так называемые topic chains (нулевая анафора — общая именная группа в номинативе не повторяется).
Если очередная кореферентная именная группа стоит в эргативе, то для замены её на анафорический нуль нужно произвести трансформацию, напоминающую пассивную; глагол переводится в непереходный особым суффиксом -nga-, агенс стоит в номинативе, пациенс в дативе:
balan dyugumbil banggul yaryanggu mundan

КЛ2-НОМ женщина-НОМ КЛ1-ЭРГ мужчина-ЭРГ взять-НЕБУД

‘Мужчина взял женщину с собой’
balam miranybanngun dyugumbiryu babin

КЛ3-НОМ фасоль-НОМ КЛ2-ЭРГ женщина-ЭРГ чистить-НЕБУД

‘Женщина чистит фасоль’
balan dyugumbil banggun yaryangu mundan bagum miranygu

КЛ2-НОМ женщина-НОМ КЛ1-ЭРГ мужчина-ЭРГ взять-НЕБУД КЛ3-ДАТ фасоль-ДАТ

balbinganyu

чистить-ПАСС-НЕБУД

‘Мужчина взял женщину с собой чистить фасоль’ (…,и она стала чистить фасоль, чтобы чистить… и т. д.)

## Лексика
Для дирбала характерно такое интересное культурно-лексическое явление, как особый подбор слов при разговоре со специальным классом родственников — так называемый «тёщин язык» (вышел из употребления в 1930-е гг. после отмирания системы табу).
Имеются две лексические системы: гувал («повседневный» язык), и дьялнгуй, употребляемый в разговоре с «табуированными» родственниками: тестем, зятем и кросскузеном (то есть сыном дяди по матери либо тёти по отцу) для женщины, тёщей, невесткой и кросскузиной для мужчины. В дьялнгуе используются общие слова «птица», «ящерица», «змея» и проч.; в гувале — видовые названия; то же и с глаголами: в повседневном языке нет общего слова для «следить», «уставиться», «подсматривать», «смотреть ночью при помощи света»… Таким образом, лексика гувала богаче, но вместе с тем не имеет слов для родовых понятий. Кроме того, эти подъязыки имеют разные системы местоимений.